# Şanlıurfa (település)
Şanlıurfa (vagy Urfa, korábban Edessza) város Kelet-Törökországban, Şanlıurfa tartomány székhelye, mintegy 80 kilométernyire keletre az Eufrátesz folyótól.
Lakossága a 2000-es népszámlálás szerint 385 588. Többségük kurd.
A várost sok néven ismerik: ܐܘܪܗܝ Urhāy szírül, Riha kurdul, الروها Ar-Rúhá arabul, Ուռհա Urha örményül és Ορρα Orrha (vagy Ορροα, Orrhoa)  görögül. Volt, amikor a neve Callirrhoe volt, vagy Callirhoei Antiochia (görögül Αντιόχεια η επί Καλλιρρόης). A Bizánci Birodalom idején Justinopolis néven is ismerték. A történelem során leggyakrabban használt azonban a Szeleukida Birodalom idején kapott neve, Edessza.

## Történelme

### Korai története
Maga Şanlıurfa története ugyan az i. e. 8000 körüli időszakra nyúlik vissza (ekkortájt épülhetett a Nevali Cori templom és készülhettek az ásatásokon feltárt faragások), de a környéken folyó ásatások (Göbekli Tepe) tanúsága szerint feltehető, hogy a térség már a neolitikus forradalmat közvetlenül megelőző időkben emberi közösségek (prototársadalmak) otthona volt. A Eufrátesz–Tigris medence településeinek egyike, amelyek a mezopotámiai kultúra bölcsőjét alkották.
A török hagyomány szerint Urfa azonos a bibliai Ur városával,[forrás?] mivel a bibliai Harrán faluhoz is közel van. Az irakiak (és a legtöbb történész és régész) szerint azonban Ur a mai Irak déli részén volt.[forrás?]
Urfát a bibliai Ábrahám szülőhelyének is tartják[forrás?] – amire egy mecset is emlékeztet a városban –, illetve Jób szülőhelyének.

### Római kor
A római császárok korában a főhatóság alatt saját királyai voltak, kiknek pénzverései joguk is volt. Nevezetes arról, hogy közelében öletett meg Caracalla császár (Kr. u. 217.) 
A kereszténység hamar megjelent itt. Euszebiosz 100-tól már püspökökről is ír. Első, biztosan ismert püspöke azonban csak 200 körüli.
Az első ismert közlés, amely keresztény közösségi épületre vonatkozik, az edesszai krónikából származik: az itteni "templom" elpusztulása a 201-es árvízben.

### Bizánci Birodalom
A Bizánci Birodalom városaként Edessza nagy befolyású regionális központ volt, kifinomult nagyváros templomokkal, iskolákkal és kolostorokkal.

### Iszlám
Az iszlám először 639-ben érkezett a városba, amikor az Omajjád-dinasztia seregei harc nélkül elfoglalták Edesszát. Az iszlámot azután az Ajjubida-dinasztia, a szeldzsuk törökök és az oszmán törökök uralma szilárdította meg a régióban. Az első keresztes háború után a város még a keresztesek kezébe került ugyan, de 1146-ban azonban a törökök visszafoglalták.

### Oszmán Birodalom
Az Oszmán Birodalom idején Urfa a gyapot, a bőr és az ékszerek kereskedelmének egyik központja lett. Az iszlám dominancia ellenére három keresztény egyháza is volt: a szíriai és örmény ortodox egyházak és a római katolikus egyház. Az utolsó szír keresztények 1924-ben hagyták el a várost, hogy Aleppó később „szír negyednek” elnevezett részében telepedjenek le.

### Újkor
A város 1830-ban rövid ideig Muhammad Ali pasa igazgatása alá került.

## Vallás
Şanlıurfát a próféták városának szokás nevezni. Itt élt Ibrahim (Ábrahám) próféta és Jób (Ayub) próféta. A város központjában található a Halil Rahman (a Kegyelmes Isten Barátja) mecset. A muszlim hagyomány szerint Nimród (törökül: Nemrut) itt szerette volna egy hatalmas parittyával Ábrahámot egy gigantikus tűzbe dobni. Ám a tűz rózsakertté változott, melynek helyén ma a szent halastó, a Balıklı göl áll. Ábrahám Sárával Harránban kötött házasságot.
Az iszlám tanításai szerint szinte minden próféta járt a városban. Jézus ugyan nem, de maga helyett elküldte ide Júdás apostolt, hogy megtérítse V. Abgarus király későbbi ortodox szentet.

## Éghajlat

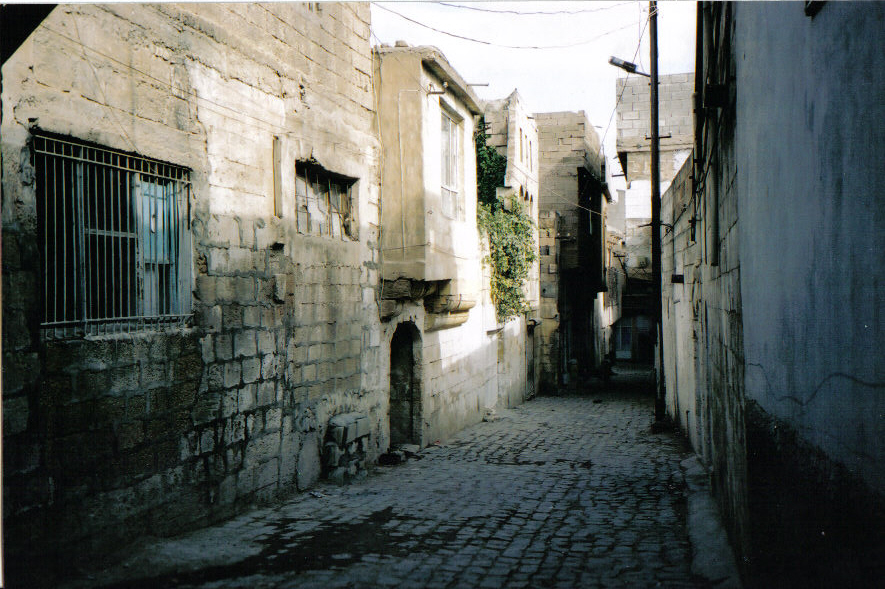
Utca az óvárosban

| Hónap                                                           | Jan. | Feb. | Már. | Ápr. | Máj. | Jún. | Júl. | Aug. | Szep. | Okt. | Nov. | Dec. | Év   |
| --------------------------------------------------------------- | ---- | ---- | ---- | ---- | ---- | ---- | ---- | ---- | ----- | ---- | ---- | ---- | ---- |
| Átlagos max. hőmérséklet (°C)                                   | 10,0 | 11,8 | 16,5 | 22,2 | 28,6 | 34,6 | 38,7 | 38,2 | 33,8  | 26,9 | 18,5 | 12,0 | 24,4 |
| Átlagos min. hőmérséklet (°C)                                   | 2,3  | 2,9  | 6,2  | 10,5 | 15,6 | 20,8 | 24,4 | 24,0 | 20,1  | 14,8 | 8,4  | 4,1  | 12,9 |
| Átl. csapadékmennyiség (mm)                                     | 87   | 71   | 64   | 48   | 28   | 3    | 1    | 1    | 3     | 27   | 47   | 79   | 459  |
| Havi napsütéses órák száma                                      | 127  | 137  | 195  | 228  | 310  | 363  | 381  | 350  | 303   | 239  | 174  | 124  | 2932 |
| Forrás: Devlet Meteoroloji İşleri Genel Müdürlüğü , Weatherbase |      |      |      |      |      |      |      |      |       |      |      |      |      |